# Shohei-ryū

Logotip de l'estil shohei-ryū.

El shohei-ryū (昭平流) és un estil de karate d'Okinawa de prové de l'estil uechi-ryu. Després de la mort del creador el 191 va haver una forta divisió entre els seus alumnes. Shohei-ryu significa en japonès a "brillar amb la justícia, la igualtat i la pau". El president de l'organització és Tsutomu Nakahodo.
Actualment es practica a Amèrica del Nord i del Sud, Europa, Àsia i Austràlia.

## Kata
Els kates Shohei-ryu estan subjectes a l'estil uechi-ryu:
- Sanchin
- Kanshiwa
- Kanshu
- Seichin
- Seisan
- Seiryu
- Kanchin
- Sanseiryu
- Ryuko